# Finn Fisher-Black
Finn Fisher-Black (ur. 21 grudnia 2001 w Benenden) – nowozelandzki kolarz szosowy i torowy.
Kolarstwo uprawia również jego siostra, Niamh Fisher-Black.

## Osiągnięcia

### Kolarstwo szosowe
Opracowano na podstawie:

2018
- 2. miejsce w mistrzostwach Oceanii juniorów (jazda indywidualna na czas)
- 1. miejsce w mistrzostwach Nowej Zelandii juniorów (jazda indywidualna na czas)

2019
- 1. miejsce w mistrzostwach Oceanii juniorów (jazda indywidualna na czas)
- 1. miejsce w mistrzostwach Oceanii juniorów (start wspólny)

2020
- 1. miejsce w klasyfikacji górskiej New Zealand Cycle Classic
- 1. miejsce w mistrzostwach Nowej Zelandii U23 (jazda indywidualna na czas)

2021
- 2. miejsce w New Zealand Cycle Classic
  - 1. miejsce na 1. (jazda drużynowa na czas) i 4. etapie
- 1. miejsce w mistrzostwach Nowej Zelandii U23 (jazda indywidualna na czas)
- 1. miejsce w Istarsko Proljeće

2023
- 1. miejsce w klasyfikacji młodzieżowej Giro di Sicilia
  - 1. miejsce na 1. etapie

### Kolarstwo torowe
Opracowano na podstawie:

2018
- 2. miejsce w mistrzostwach Oceanii juniorów (wyścig indywidualny na dochodzenie)
- 2. miejsce w mistrzostwach Oceanii juniorów (wyścig drużynowy na dochodzenie)
- 3. miejsce w mistrzostwach Oceanii juniorów (madison)
- 2. miejsce w mistrzostwach Oceanii juniorów (wyścig punktowy)
- 1. miejsce w mistrzostwach Oceanii juniorów (scratch)
- 1. miejsce w mistrzostwach świata juniorów (wyścig drużynowy na dochodzenie)

## Rankingi

### Kolarstwo szosowe
| Rok              | 2020 | 2021 | 2022 | 2023 | 2024 |
| ---------------- | ---- | ---- | ---- | ---- | ---- |
| World Ranking    | 881. | 265. | 866. | 310. | 169. |
| UCI Oceania Tour | 47.  | 14.  | 51.  | 19.  | -    |
|                  |      |      |      |      |      |
| Źródło: UCI      |      |      |      |      |      |